# 柳林镇 (宝鸡市)
柳林镇，是中华人民共和国陕西省宝鸡市凤翔区下辖的一个乡镇级行政单位。清代有柳林铺，产小麦、玉米、油菜籽及辣椒等，特产为西凤酒，并以此出名。境内半坡铺村的血池有雍山血池秦汉祭祀遗址，为汉高祖所立雍五畤之一北畤的地点。

## 行政区划
柳林镇下辖以下地区：
柳林村、亭子头村、干河村、三家店村、河湾村、屯头村、宋村、豆家庄村、孔家庄村、北斗坊村、唐村、会山村、东吴头村、大槐社村、大唐村、小渭村、六冢村、南六冢村、索洛树村、邱村、汉封村、洛城村、关村和程家塬村。